# Nizatidina
La nizatidina es un medicamento antagonista de los receptores de H2, uno de los tipos de receptores para la histamina sobre las células parietales del estómago. La oposición a estos receptores causa una disminución en la secreción de ácido en el jugo gástrico, por lo que la nizatidina se indica en medicina para el tratamiento del reflujo gastroesofágico y úlceras pépticas, en especial la dispepsia nocturna. La nizatidina fue el último antagonista de los receptores H2 de entrar en el mercado antes de la aparición de los más efectivos inhibidores de la bomba de protones.

## Farmacología
La nizatidina, a diferencia de los demás antagoinstas H2, sufre poco metabolismo en el hígado, por lo que tiene una biodisponibilidad cercana al 100%. La nizatidina es un agente específico para los receptores H2 y no tiene efecto sobre los receptores de la histamina H1 y H3. Los efectos de este agente son dependientes de la dosis. Al inhibir la concentración intracelular de AMPc como consecuencia de la unión de la nizatidina sobre los receptores H2, se afectan también en buena medida los efectos de la gastrina y la acetilcolina, acentuándose más aún la inhibición del ácido gástrico. La nizatidina reduce hasta un 90% del ácido nocturno y entre un 60-80% de la secreción del ácido diurno. No se recomienda el uso de la nizatidina y otros antagonistas H2 en escolares menores de 12 años y, en adultos, no se recomienda su uso más de 2 semanas.

## Efectos secundarios
Los antagonistas H2 son bien tolerados, incluyendo la nazitidina, siendo la aparición de reacciones adversas en menos del 3% de la población. Las reacciones más frecuentes son dolor de cabeza, mareos, estreñimiento, diarrea y, raramente, picazón e hinchazón.

## Interacciones
Los antagonistas de los receptores H2 compiten con ciertos medicamentos, como la procainamida, para obtener acceso a la secreción tubular en los riñones. Todos estos agentes, con la excepción de la famotidina, inhiben el metabolismo de primer paso a nivel gástrico para el etanol, especialmente en mujeres. Aunque la importancia clínica de esta interacción aún permanece en debate, es posible que la nizatidina aumente la concentración sanguínea del etanol durante el consumo de licor.
Existe poca interacción demostada entre la nizatidina y otros medicamentos que utilizan la enzima citocromo P450 para su metabolismo, una interacción importante con otros antagonistas H2 como la cimetidina.